# Alfred Kirchner (Politiker, 1887)

Alfred Kirchner

Alfred Ernst Kirchner (* 28. August 1887 in Dingsleben, Herzogtum Sachsen-Meiningen; † 29. Juni 1964 in Staffelstein, Oberfranken) war ein deutscher Politiker (NSDAP).

## Leben und Wirken
Kirchner besuchte die Volksschule und von 1905 bis 1908 die Ackerbauschule in Würzburg. Von 1909 bis 1911 gehörte er dem 6. Thüringischen Infanterie-Regiment 95 an.
Von August 1914 bis zum Kriegsende 1918 nahm Kirchner am Ersten Weltkrieg teil, in dem er als Feldwebel des Reserve-Infanterie-Regiments 110 an der Westfront kämpfte. Im Krieg wurde er mit dem Eisernen Kreuz II. Klasse, der Sachsen-Meiningischen Verdienstmedaille und dem Verwundetenabzeichen ausgezeichnet.
Nach seiner Rückkehr aus dem Krieg wurde Kirchner Bürgermeister von Dingsleben. Ferner war er Vorsitzender des Kreisrates, Vorsitzender der Kreislandwirtschaftskammer und des Landgemeindeverbandes im Landkreis Hildburghausen sowie Mitglied der Thüringischen Hauptlandwirtschaftskammer und des Thüringischen Landkreistages.
Zum 1. März 1932 trat er der NSDAP bei (Mitgliedsnummer 1.184.269). Von März bis November 1933 gehörte Kirchner dem Reichstag als Abgeordneter der NSDAP für den Wahlkreis 12 (Thüringen) an. Während seiner Abgeordnetenzeit stimmte er unter anderem für das von der Regierung Hitler eingebrachte Ermächtigungsgesetz. Kirchner kandidierte auf dem Wahlvorschlag der NSDAP auf dem hinteren Platz mit der Nummer 678 bei der Wahl zum Deutschen Reichstag am 12. November 1933, zog aber nicht erneut in den nationalsozialistischen Reichstag ein.
Als Besitzer eines Bauernhofes war Kirchner ab 1933 innerhalb des Reichsnährstandes auch ehrenamtlicher Kreisbauernführer der Kreisbauernschaft Hildburghausen.
Nach dem Ende des Zweiten Weltkriegs geriet Kirchner in alliierte Gefangenschaft. Er wurde einem Spruchkammerverfahren unterzogen. Ende der 1940er Jahre ließ er sich in Tambach bei Coburg nieder. Seine Spruchkammerakte verzeichnet einen Aufenthalt dort noch im Juni 1950. Im Adressbuch für Coburg für das Jahr 1949 ist er in der Gemeinde Altenhof/Tambach mit den Angaben „Landgehilfe, Nr. 2“ verzeichnet. Zuletzt war er als Geschäftsführer im oberfränkischen Staffelstein tätig.